# Vladimir Akhalaia
Vladimir Akhalaia (in georgiano ვლადიმერ ახალაია?; Tbilisi, 26 giugno 1982) è un ex calciatore georgiano, di ruolo attaccante.

## Palmarès

### Club

#### Competizioni nazionali
- Campionato georgiano: 2

Dinamo Tbilisi: 2002-2003, 2004-2005
- Coppa di Georgia: 2

Dinamo Tbilisi: 2002-2003, 2003-2004
- Coppa Svizzera: 1

Zurigo: 2004-2005